# Titas
Titas és un riu de Bangladesh al districte de Brahmanbaria.
És afluent del Meghna en el qual es vessa a Char Lalpur, després d'un curs de 148 km. Els seus principals afluents són el Haora (que neix a Tripura) i el Buri. La ciutat de Brahmanbaria se situada a la seva riba nord.